# Toldi Éva
Toldi Éva (Topolya, 1962. április 24.) magyar irodalomtörténész, kritikus, szerkesztő, egyetemi tanár.

## Életpályája
Első kritikái és tanulmányai az Új Symposionban jelentek meg 1980-ban. 1984-ben diplomázott az Újvidéki Egyetem Magyar Tanszékén, s még abban az évben felvették az újvidéki Forum Könyvkiadóba, ahol 1995-ig szerkesztői feladatokat lát el, majd 2002-ig az intézmény igazgatója. 1984 és 1999 között a Híd irodalmi, művészeti és társadalomtudományi folyóirat szerkesztője is. Szerkesztőként mintegy százötven vers-, próza- és tanulmánykötetet jegyez, egyebek mellett fiatal költők (Te-leírt világ, 1987) és fiatal prózaírók nemzedékjelző antológiáját (A varázsszobor, 1990) szerkesztette. Magiszteri tudományos fokozatot szerez 1991-ben, majd 2007-ben az irodalomtudományok doktora címet nyeri el az Újvidéki Egyetemen. 2002 és 2008 között a belgrádi Tankönyvkiadó Intézet (Zavod za udžbenike) szerkesztője. 2008-ban az Újvidéki Egyetem Bölcsészettudományi Kara Magyar Nyelv és Irodalom Tanszékének docensévé nevezik ki, majd 2012-ben elnyeri az egyetemi rendkívüli tanár címet, 2017-től egyetemi rendes tanár, szerb nyelven is tanít, 2018-tól tanszékvezető egyetemi tanár. 
Kutatási területei: mai magyar irodalom, a vajdasági magyar irodalom története, délszláv–magyar irodalmi kapcsolatok és interkulturalitás. 2010 óta főszerkesztője az újvidéki Bölcsészettudományi Kar Magyar Tanszéke tudományos folyóiratának, a Hungarológiai Közleményeknek.

## Művei

### Kötetei
- Herceg János (monográfia). Forum Könyvkiadó, Újvidék, 1993
- „Összetartozó neszek” (versről, prózáról). Forum Könyvkiadó, Újvidék, 1997
- A múltreprezentáció lehetőségei (történelemelbeszélés a mai magyar irodalomban). Forum Könyvkiadó, Újvidék, 2008
- Egyetlen történeteink (tanulmányok, kritikák). Felsőmagyarország Kiadó, Miskolc, 2010
- Önértésváltozatok, identitástapasztalatok. Tanulmányok; zEtna, Zenta, 2015 (Altus3)
- Hovatartozás-tudat, transzkulturalitás, poétikai tapasztalat. Faculty of Philosophy, University of Novi Sad, Novi Sad, 2024

### Tankönyvei
- Olvasási munkafüzet az általános iskolák 8. osztálya számára. Zavod za udžbenike, Beograd, 2008
- Olvasókönyv az általános iskolák 8. osztálya számára. Zavod za udžbenike, Beograd, 2010

### Tanulmánykötetekben
- Halál és tisztaság. In: Kassák. Esszék, tanulmányok a költőről, íróról, művészről. Szávai János szerk. Tankönyvkiadó, Budapest, 1990
- Epikus töltéssel (Fenyvesi Ottóról). In: (Sub)cultura interrupta. Géczi János szerk. Vár Ucca Tizenhét, Veszprém, 1997
- Olvasónapló (Gion Nándorról). In: „… Nálunk nélkül a jelen nem létezik”, Gáspár György szerk. Hungarofest, Budapest, 2004
- A Hajnali részegség verses olvasatai. In: Hajnali részegség. Fűzfa Balázs szerk. Savaria University Press, Szombathely, 2010
- A saját és idegen tapasztalatának néhány aspektusa a vajdasági magyar irodalomban. In: Kultúrák határán I–II. Bányai Éva szerk. RHT Kiadó, Bukarest–Sepsiszentgyörgy, 2010
- Szógyűjtők és más idegenek. In: Utazás a magyar nyelv körül. Csernicskó István et al. szerk. Tinta Könyvkiadó, Budapest, 2010
- Interkulturalnost, interpersonalne i narativne strategije u savremenoj mađarskoj književnosti u Vojvodini. In: Susret kultura. Zbornik radova. Filozofski fakultet, Novi Sad, 2010
- Kocsin, bárkán, gályán. Vajdasági Kocsi-út az éjszakában. In: Kocsi-út az éjszakában. A tizenkét legszebb magyar vers 8. Fűzfa Balázs szerk. Savaria University Press, Szombathely, 2011

### Fontosabb tanulmányai, publikációi
- „Pontos történetek” (Mészöly Miklós: Nyomozás). Új Symposion, 1981/192.
- Török Ádám napja (Gion Nándor: Ez a nap a miénk). Alföld, 1998/3.
- Das braune X. Frankfurter Allgemeine Zeitung, 1999. 08. 2. 42.
- Időn és téren túl (Sándor Ivánról). Alföld, 1999/5.
- Eine geschichte der inneren Emigration. Die Rheinpfalz, 2000. 10. 16.
- „mi meghalni mindnyájan / úgyis téves csatatéren” (Domonkos István). Forrás, 2000/7–8.
- Románc, tragédia, szatíra, komédia. Emlékezés és felejtés a Vajdaságban. Árgus, 2003/1.
- Az otthonosság és idegenség alakzatai rendszerváltozás idején a vajdasági magyar irodalomban. Kortárs, 2009/6.
- Párbeszéd, átköltés, kultusz (Fenyvesi Ottó: Halott vajdaságiakat olvasva). Bárka, 2010/1.
- Az egyetlen történet labirintusában (Balázs Attila: Kinek Észak, kinek Dél). Forrás, 2010/6.
- Mai héroszok (Nagy László: Ki viszi át a Szerelmet). Partitúra, 2011/1.
- Metafore postkolonijalizma u mađarskoj književnosti u Vojvodini. Godišnjak Filozofskog fakulteta u Novom Sadu, Filozofski fakultet, Novi Sad, XXXVI. 2011.
- Erfahrungen über das Fremde. Theorie und Praxis von Pädagogik. Proceedings of the Association of Educational Sciences. Budapest, Hersg.: Gabriella Bikics, János Tibor Karlovitz ua., Erziehungswisseschaftliches Verein, 2011/2.
- Vendégmunkások kávézója (Melinda Nadj Abonji: Tauben fliegen auf). Új Könyvpiac, 2011/7.
- Hovatartozás-tudat, nyelvváltás, poétikai tapasztalat (Agota Kristof, Terézia Mora, Melinda Nadj Abonji). Korunk, 2011/11.
- Tragikus tér, léttragikum (Vörösmarty Mihály: A vén cigány). Irodalomismeret, 2012/2.
- A lényegi magány (Fenyvesi Ottó: Némely részletek. Életünk, 2012/2–3.
- Disszonancia nélkül (Endre Adi: Okovi strpljenja – Ady Endre: A türelem bilincsei). Tiszatáj, 2012/12.
- My i tak umrzeć wszyscy na cudzym polu bitwy. Literatura na świecie, Kraków, 2012/11–12.

## Díjai, elismerései
- 1991 – Sinkó Ervin Irodalmi Díj
- 1995 – Móricz Zsigmond-ösztöndíj
- 1998 – Herceg János Irodalmi Díj
- 2006 – NKA alkotói támogatás
- 2012 – NKA alkotói támogatás
- 2017 – Aranybagoly díj[1]

## Tagságai
- A József Attila Kör tagja, majd tiszteletbeli tagja
- A Magyar Írószövetség tagja
- A Nemzetközi Magyarságtudományi Társaság tagja
- Az újvidéki Híd folyóirat szerkesztőbizottságának tagja
- A pozsonyi Irodalmi Szemle szakmai tanácsának tagja
- Az újvidéki Bölcsészettudományi Kar tudományos folyóirata, a Zbornik za jezike i književnosti szerkesztőbizottságának tagja

## Külső hivatkozások
- Gerold László: Jugoszláviai magyar irodalmi lexikon (1918–2000), Forum Könyvkiadó, Újvidék, 2001, ISBN 86-323-0514-X
- Adatlapja az Újvidéki Egyetem Bölcsészettudományi Karának honlapján
- Kortárs magyar írók